# Oświata w Szydłowcu

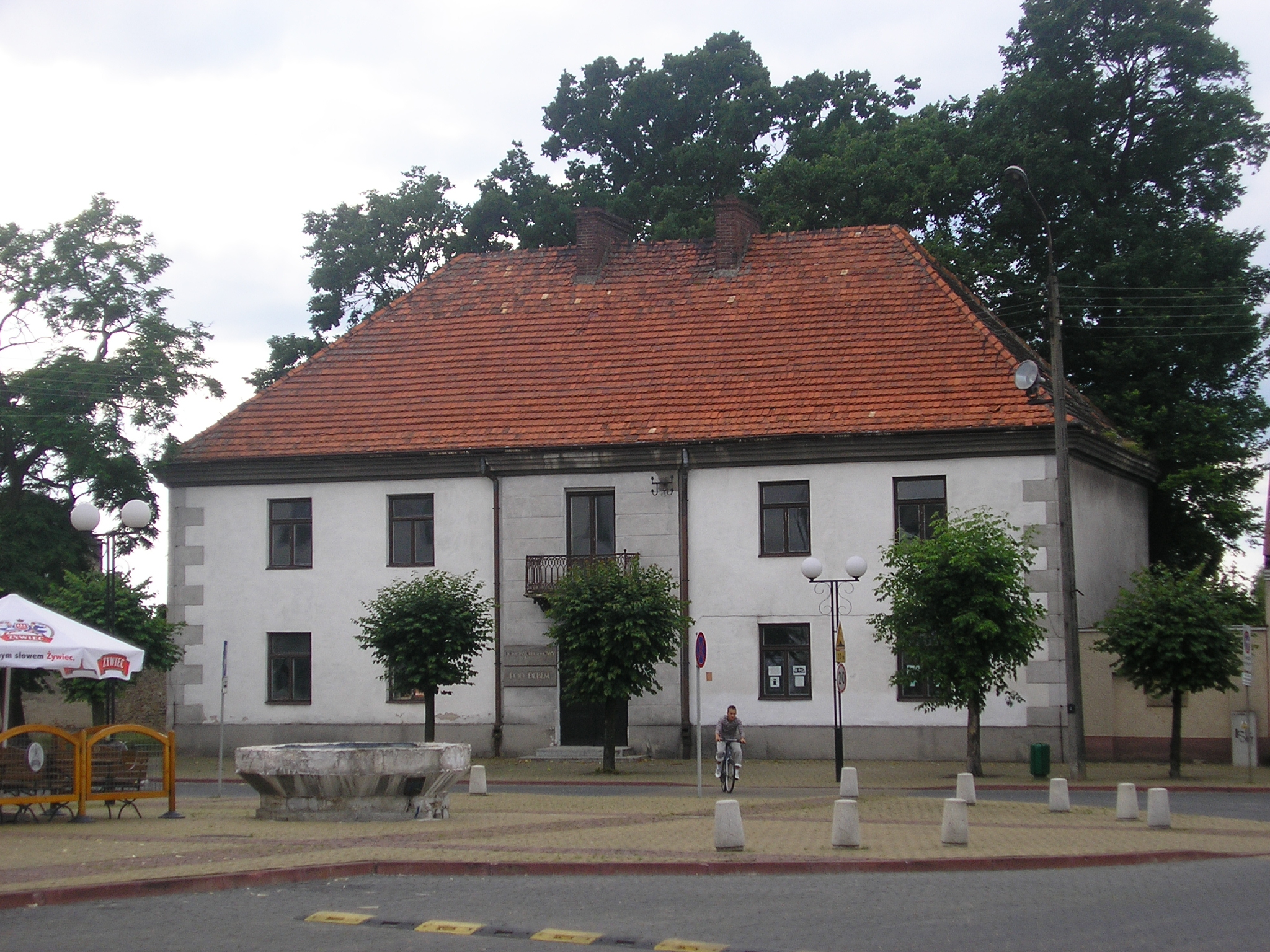
„Dom pod Dębem”, siedziba szkoły elementarnej

Oświata w Szydłowcu – zinstytucjonalizowany system nauczania i wychowania, prowadzony w Szydłowcu w obszarze kształcenia: powszechnego, branżowego, zawodowego i ustawicznego oraz artystycznego. W zakresie kształcenia powszechnego prowadzone są placówki wszystkich stopni: przedszkolnego, podstawowego i średniego (ogólnego, technicznego i zawodowego). Kształcenie specjalne i artystyczne zorganizowane jest poprzez instytucje uzupełniające system szkolnictwa, takie jak warsztaty terapii zajęciowej i ogniska artystyczne.

## Historia
| L.p. | Dyrektor            | Okres     |                                                   |
| ---- | ------------------- | --------- | ------------------------------------------------- |
| 1.   | Natalia Zarembowicz | 1945–1950 | Szkoła Podstawowa nr 2 w Zbiorczej Szkole Gminnej |
| 2.   | Władysław Pająk     | 1950–1954 | Szkoła Podstawowa nr 2 w Zbiorczej Szkole Gminnej |
| 3.   | Kazimierz Kochanek  | 1954–1973 | Szkoła Podstawowa nr 2 w Zbiorczej Szkole Gminnej |
| 4.   | Jan Piwowarczyk     | 1973–1978 | Publiczna Szkoła Podstawowa nr 2                  |
| 5.   | Roman Strzelecki    | 1978–1979 | Publiczna Szkoła Podstawowa nr 2                  |
| 6.   | Teresa Młodawska    | 1979–1987 | Publiczna Szkoła Podstawowa nr 2                  |
| 7.   | Janina Jędrzejczyk  | 1987–1999 | Publiczna Szkoła Podstawowa nr 2                  |
| 8.   | Ewa Maziarek        | 1999–2008 | Publiczne Gimnazjum nr 2                          |
| 9.   | Krystyna Hanc       | 2008–2017 | Publiczne Gimnazjum nr 2                          |

Początki szkolnictwa w Szydłowcu sięgają XVI w. Pierwsza szkoła parafialna w mieście istniała już przed 1529, kiedy to erygowano kościół Św. Ducha i św. Anny. Nauka odbywała się w języku polskim. Jej rekrutem był jeden z mansjonarzy, nauczaniem i zarządzaniem szkołą zajmował się bakałarz. Uczniowie tworzyli szkołę chóralną obu kościołów. W końcu XVII w. zrezygnowano z pracy bakałarza, a jego obowiązki przejęli mansjonarze. Szydłowiecczanie pojawiają się również wśród słuchaczy Akademii Krakowskiej. W okresie staropolskim (lata 1400–1642) było ich co najmniej 26; wśród nich Jan Szydłowiecki (1451–1528; profesor w 1478) i Jan Władysław Omiecki (mistrz nauk wyzwolonych i doktor filozofii w 1638). Nie są znane dalsze losy szkoły parafialnej. Konfraternia miejscowych cechów rzemieślniczych prowadziła własną szkołę najpóźniej od 2. połowy XVIII w., znajdowała się ona przy Rynku Plebańskim (dziś. zbieg ulic T. Kościuszki, Kieleckiej i Zakościelnej).

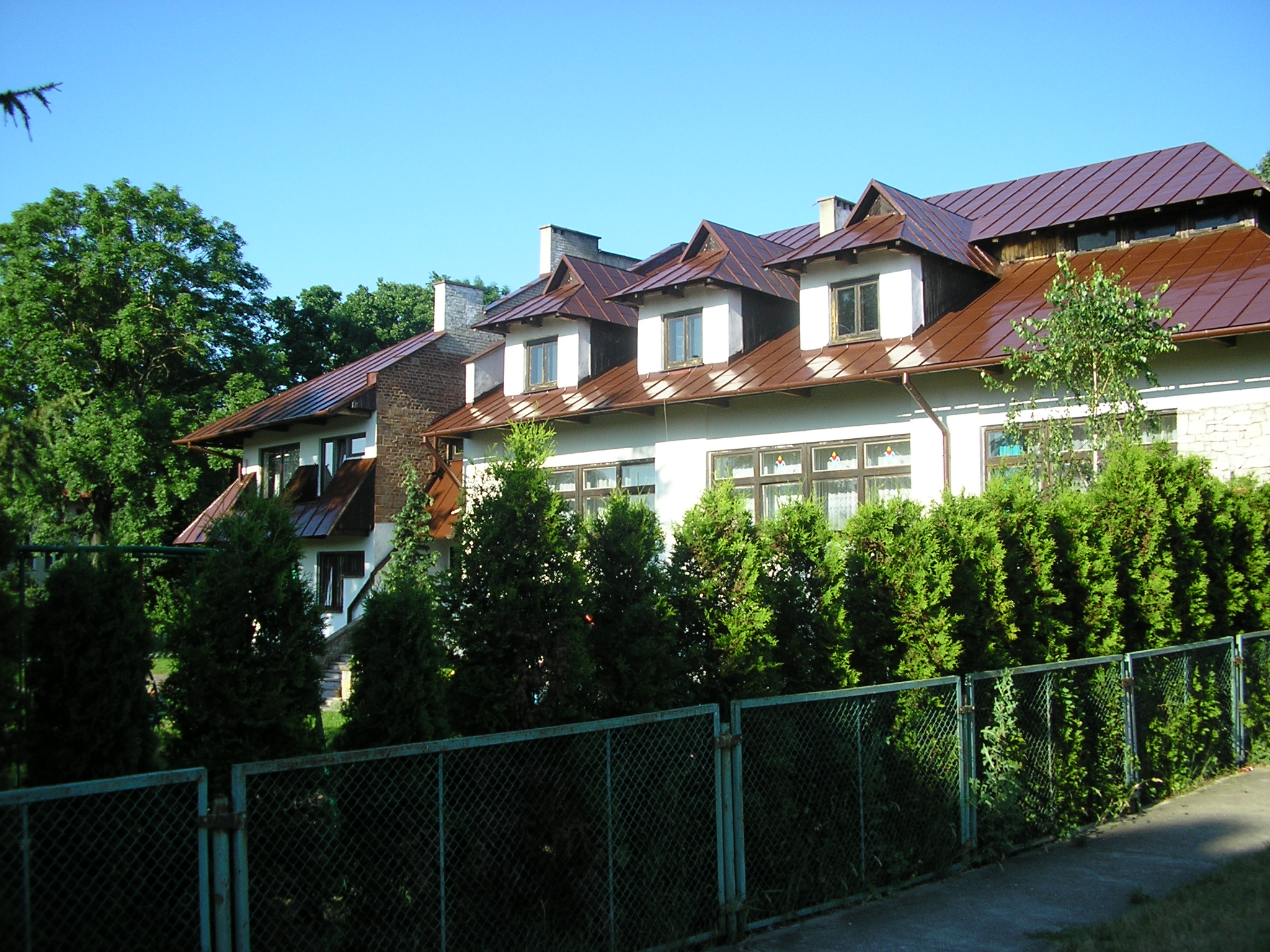
Dom zakonny ss. Michalitek, siedziba Przedszkola Katolickiego

W 1819 Anna Jadwiga Sapieżyna ufundowała szkołę elementarną. Była ona utrzymywana zarówno przez hrabinę, jak i radę miasta i osiadłą tu drobną szlachtę. W pierwszym roku (1819/1820) nauki pobierało 100 uczniów. Stosowano w niej prekursorską w szkołach powszechnych metodę dydaktyczną „wzajemnego uczenia się” w trzech klasach („początkowej”, „postępujących” i „doskonalących się”). W 1839–1849 istniała tu Szkoła Rzemieślnicza Niedzielna, w której kształcono terminatorów w zawodach: szewskim, ślusarskim, garncarskim, blacharskim, kowalskim, bednarskim, siodlarskim, tkackim i kamieniarskim.
Ciągłość organizacyjną szkolnictwo w Szydłowcu uzyskało dopiero po 1905. Od tego roku funkcjonuje Szkoła Powszechna Męska im. Jana III Sobieskiego. W 1912 uruchomiono podobną szkołę dla dziewcząt. W 1918 obie placówki utworzyły jednolitą szkołę koedukacyjną. W roku szkolnym 1919–1922 funkcjonowała Szkoła Handlowa im. Mikołaja Kopernika, kształcąca na poziomie średnim w profilu podobnym do dzisiejszego technikum. W 1930 uruchomiono Bibliotekę Powszechną. W 1934–1939 funkcjonujący przy parafii św. Zygmunta Instytut Kultury Katolickiej prowadził kursy dla analfabetów.
Znaczny rozwój sieci szkół nastąpił w okresie powojennym (1945–1989). Już w 1945 rozpoczęło swoją działalność Liceum Ogólnokształcące im. Henryka Sienkiewicza. Trzy lata później otworzono Zasadniczą Szkołę Zawodową. W 1955 wybudowano nowy gmach Szkoły Podstawowej nr 1 im. Jana III Sobieskiego (ul. T. Kościuszki), a w 1965 uruchomiono Szkołę Podstawową nr 2 im. Mikołaja Kopernika (ul. Folwarczna 4). W 1978 oddano do użytku nowy budynek Szkoły Podstawowej nr 1 przy ul. Wschodniej 19. W związku z reformą organizacji szkolnictwa, w tym samym roku powołano Administrację Oświaty, organizującą prace szkół podstawowych i przedszkoli w gminie Szydłowiec.
Obecnie w Szydłowcu kształci się na poziomach: przedszkolnym, podstawowym, średnim ogólnokształcącym, średnim technicznym i średnim zawodowym. Miasto i gmina programem rejonizacji obejmuje uczniów szkół podstawowych i częściowo także wychowanków przedszkoli.

## Szkoły
Przedszkola:

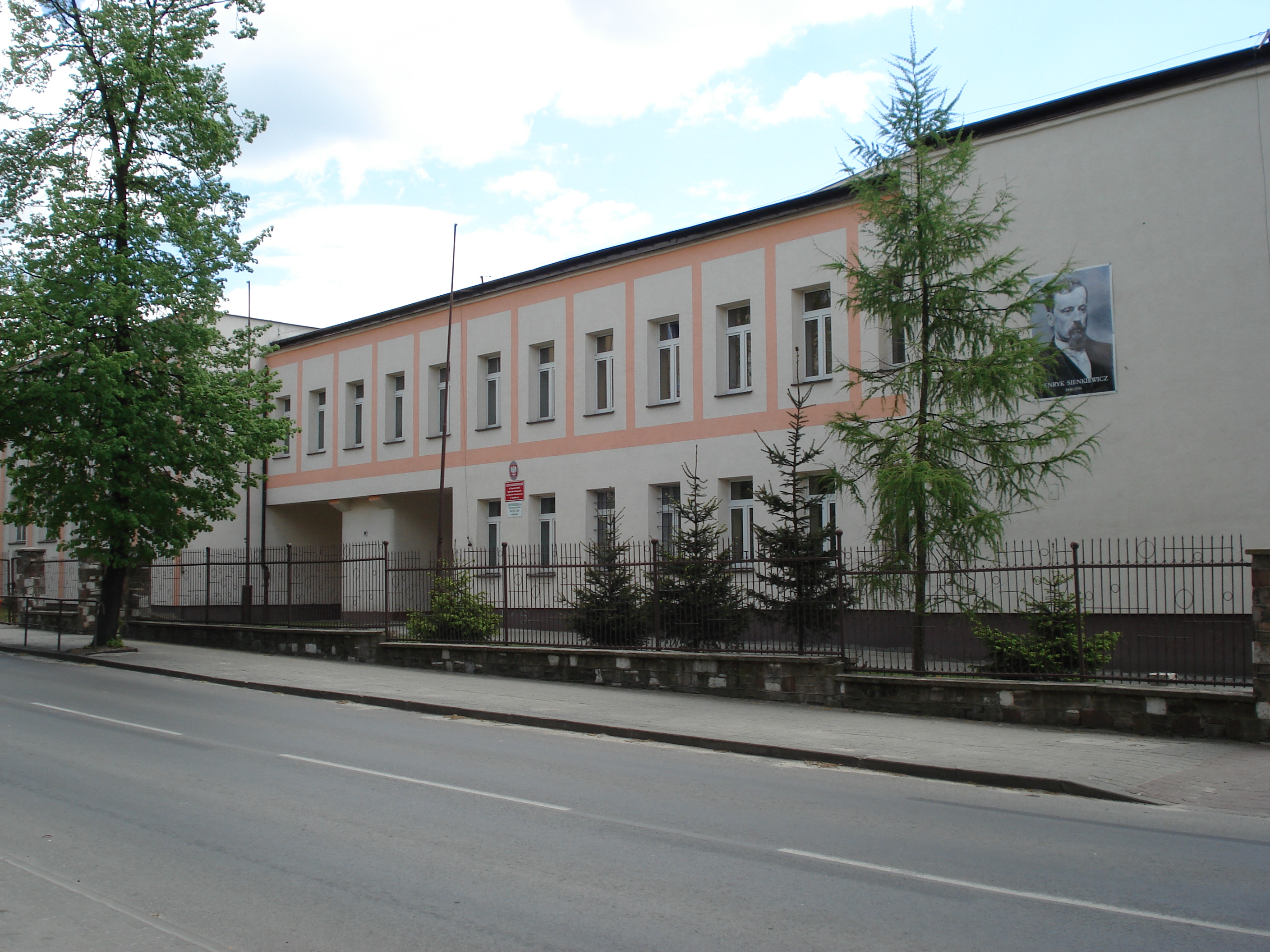
Zespół Szkół Ogólnokształcących im. Henryka Sienkiewicza

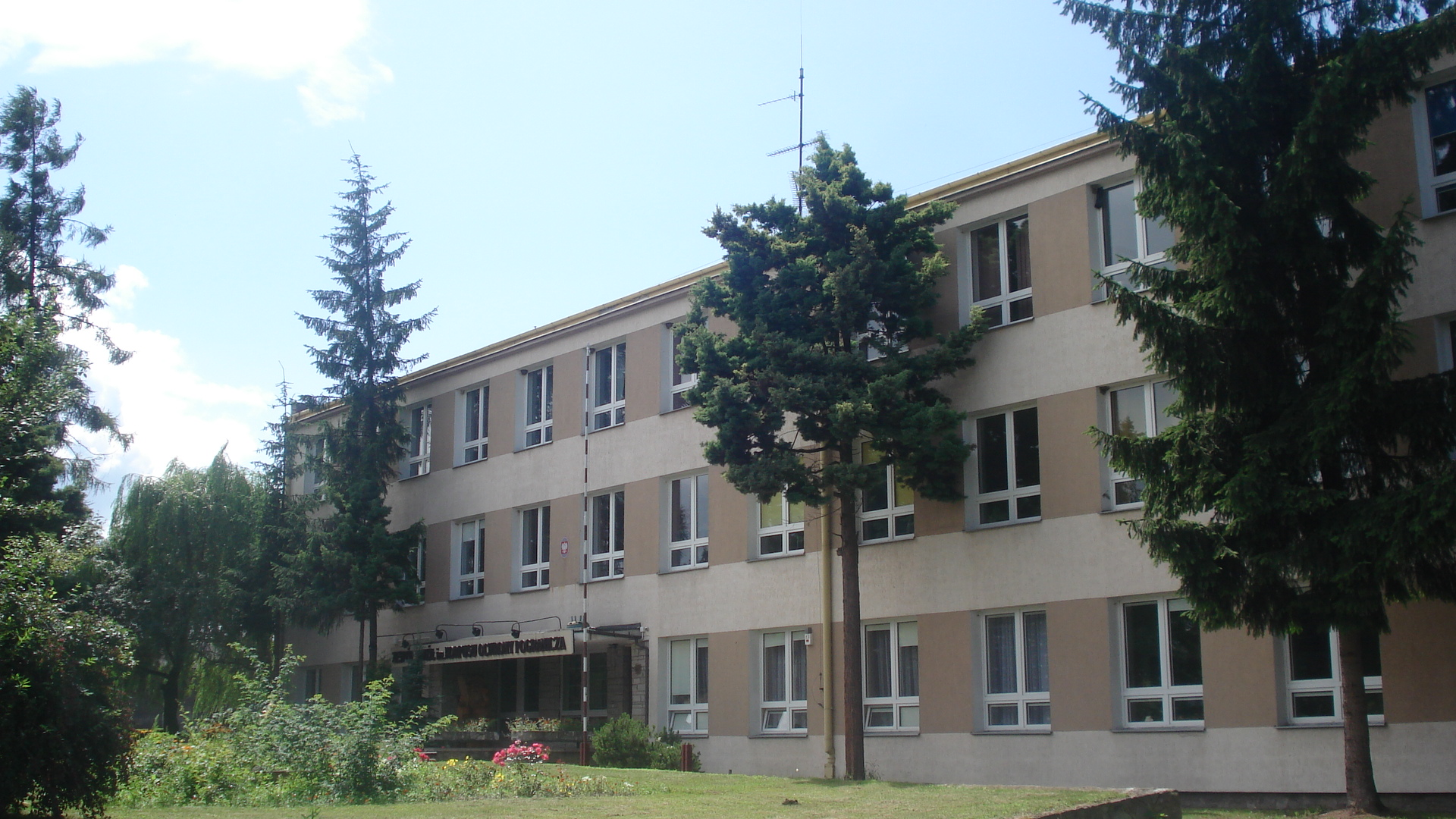
Zespół Szkół im. Korpusu Ochrony Pogranicza

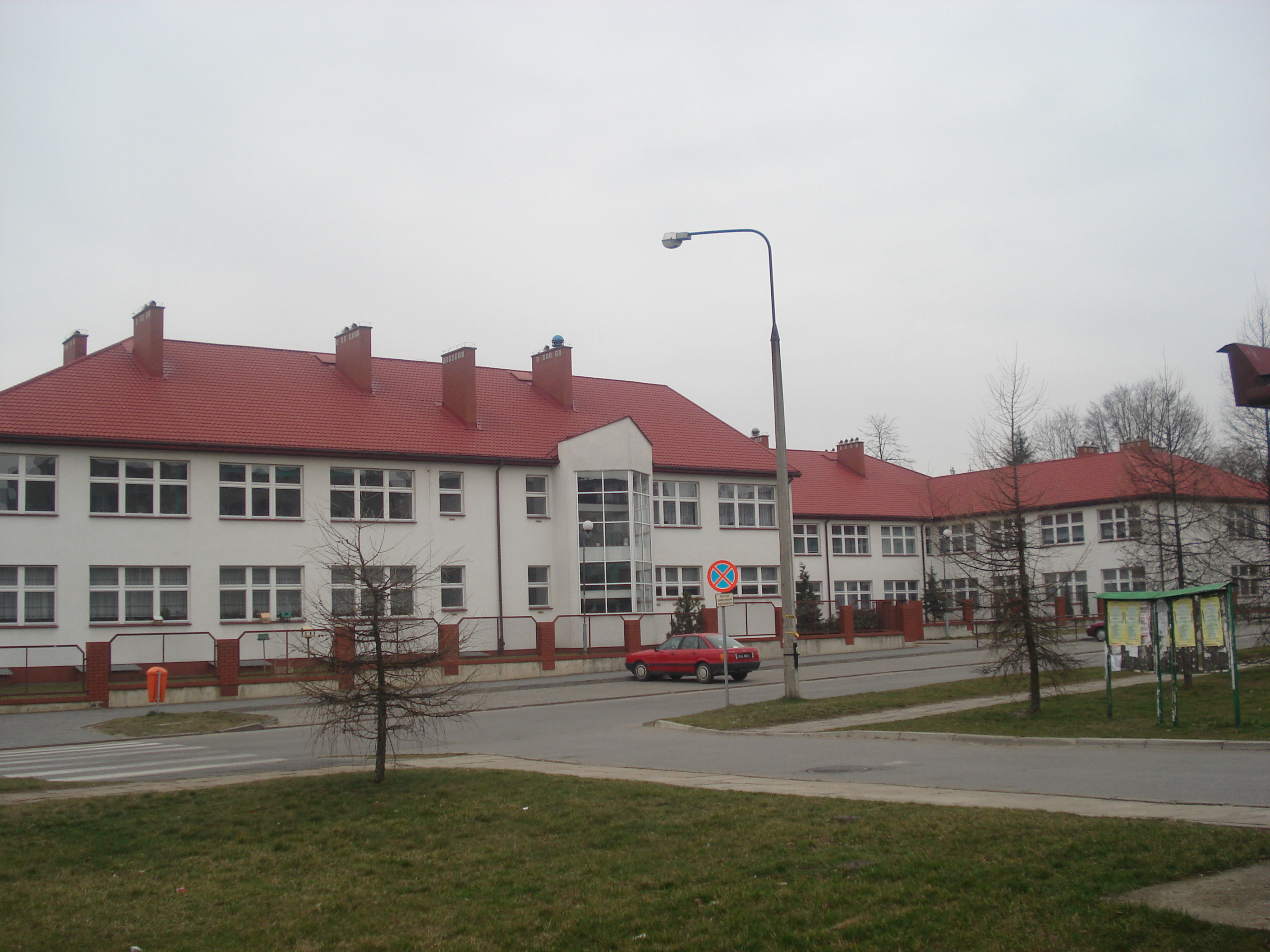
Publiczna Szkoła Podstawowa nr 2 im. Jana Pawła II

- Przedszkole Samorządowe nr 1 im. Tęczowego Misia (ul. Wschodnia 7)[6]
- Przedszkole Samorządowe nr 2 z Oddziałami Integracyjnymi (ul. S. Staszica 3a)[6]
- Integracyjne Przedszkole Montessori z Oddziałami Terapeutycznymi w Szydłowcu (ul. Metalowa 29)
- Niepubliczne Przedszkole „Kolorowa Stonoga” w Szydłowcu (ul. Kąpielowa 4)
- Niepubliczne Przedszkole „Królestwo Przedszkolaka” w Szydłowcu (ul. Radomska 4a)
- Przedszkole Niepubliczne „Akademia Tygrysków” w Szydłowcu (ul. S. Moniuszki 11/3)
- Niepubliczne Przedszkole „Kreatywne Dzieciaki” w Szydłowcu (ul. S. Staszica 19A)
- Niepubliczny Punkt Przedszkolny „Strefa Karolka” (ul. Kamienna 70)

Szkoły podstawowe:
- Publiczna Szkoła Podstawowa nr 1 z Oddziałami Integracyjnymi im. Jana III Sobieskiego (ul. Wschodnia 19)
- Publiczna Szkoła Podstawowa nr 2 im. Jana Pawła II (ul. Wschodnia 57)

Szkoły średnie:
- Zespół Szkół Ogólnokształcących im. Henryka Sienkiewicza (ul. Zamkowa 1)
  - I Liceum Ogólnokształcące
  - Liceum dla Dorosłych
- Zespół Szkół im. Korpusu Ochrony Pogranicza (ul. T. Kościuszki 39)
  - II Liceum Ogólnokształcące
  - Technikum
  - Szkoła Branżowa I st.

Szkoły zawodowe i ustawiczne:
- Centrum Kształcenia Zawodowego i Ustawicznego (ul. T. Kościuszki 39A)

## Instytucje uzupełniające
- Zespół Edukacji i Finansów Oświaty (ul. S. Staszica 1)[6]

Żłobki:
- Zespół Żłobków Miejskich:
  - Żłobek Miejski nr 1 (ul. T. Kościuszki 225A),
  - Żłobek Miejski nr 2 (ul. S. Staszica 3c).

Ośrodki wychowawcze i ustawiczne (specjalne):
- Warsztaty Terapii Zajęciowej (ul. Zamkowa 9)

Ośrodki kształcenia artystycznego:
- Społeczne Ognisko Artystyczne (ul. Zamkowa 1)
- Pracownia Muzyczna „Piano” (ul. S. Staszica 3f)

Biblioteki:
- Filia Biblioteki Pedagogicznej w Radomiu (ul. S. Staszica 3)
- Powiatowa Biblioteka Publiczna (ul. Zamkowa 1)
- Regionalne Centrum Biblioteczno-Multimedialne (ul. Kolejowa 9B)[7]